# Hugues Wailliez
Hugues Wailliez est un homme politique belge de droite né à Louvain le 8 juillet 1969.

## Biographie
Il a présidé le FNJ (mouvement de jeunesse du Front National), puis a été assistant parlementaire européen, conseiller communal de Molenbeek-Saint-Jean, et enfin parlementaire de ce parti, de 1995 à 1999. Il démissionne de ses fonctions au sein du parti en juillet 1999 et quitte la vie politique belge.